# Armadillidium vulgare
Armadillidium vulgare là một loài chân đều trong họ Armadillidiidae. Loài này được Latreille miêu tả khoa học năm 1804. Loài này thường sống ở những nơi ẩm ướt như là bờ sông, bờ suối chúng thường xuất hiện dưới những cục đá.

## Hình ảnh

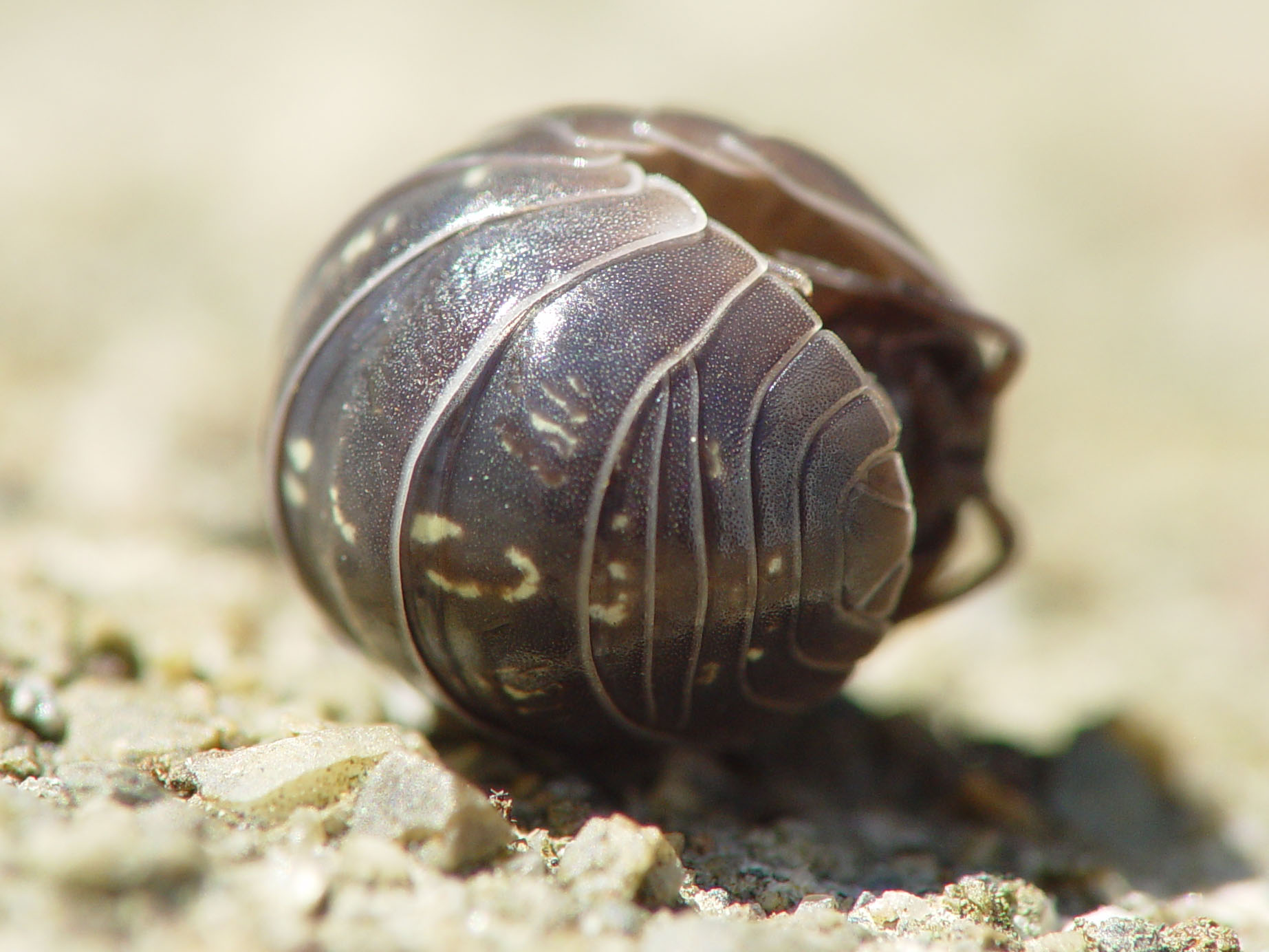
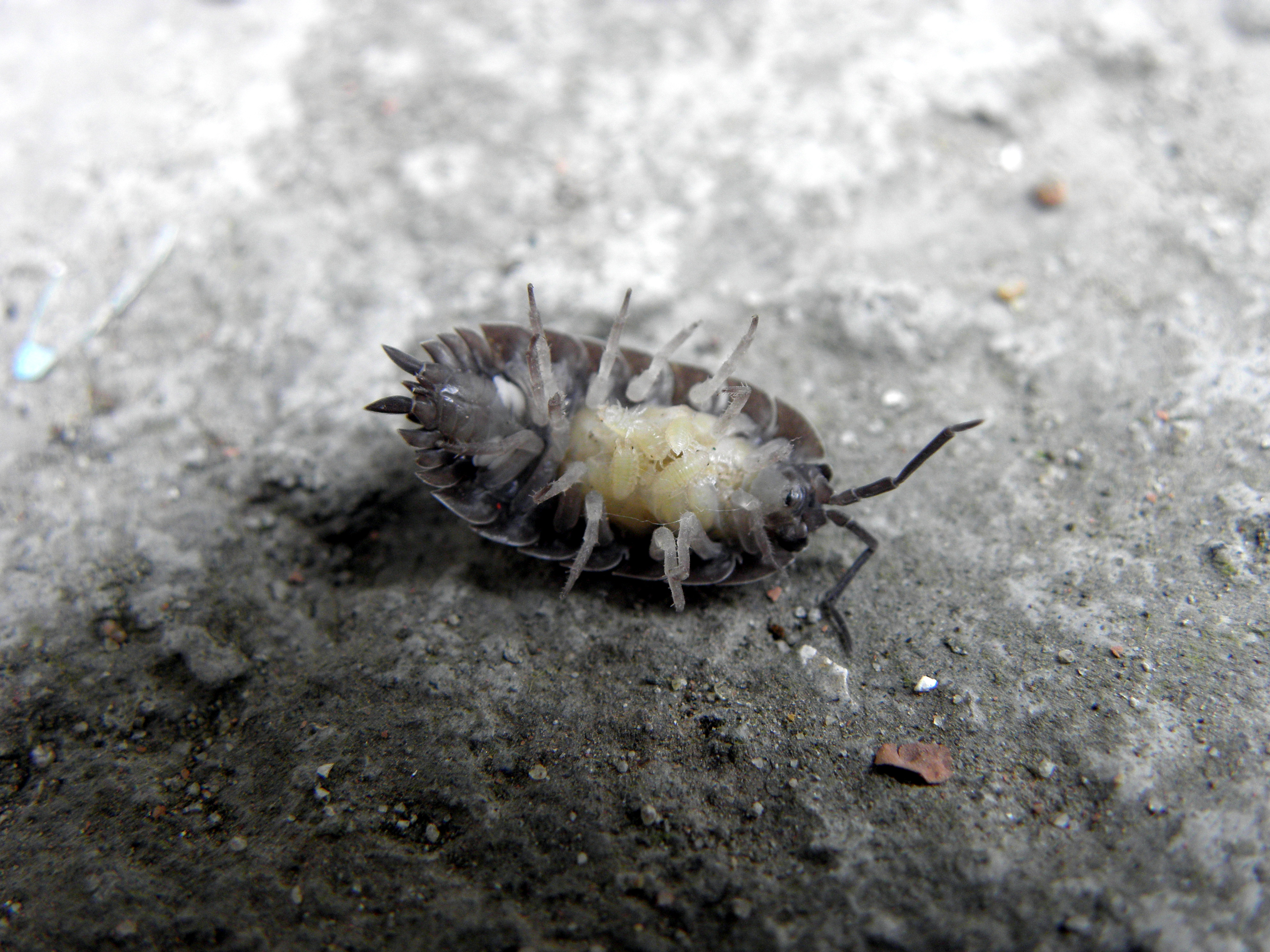
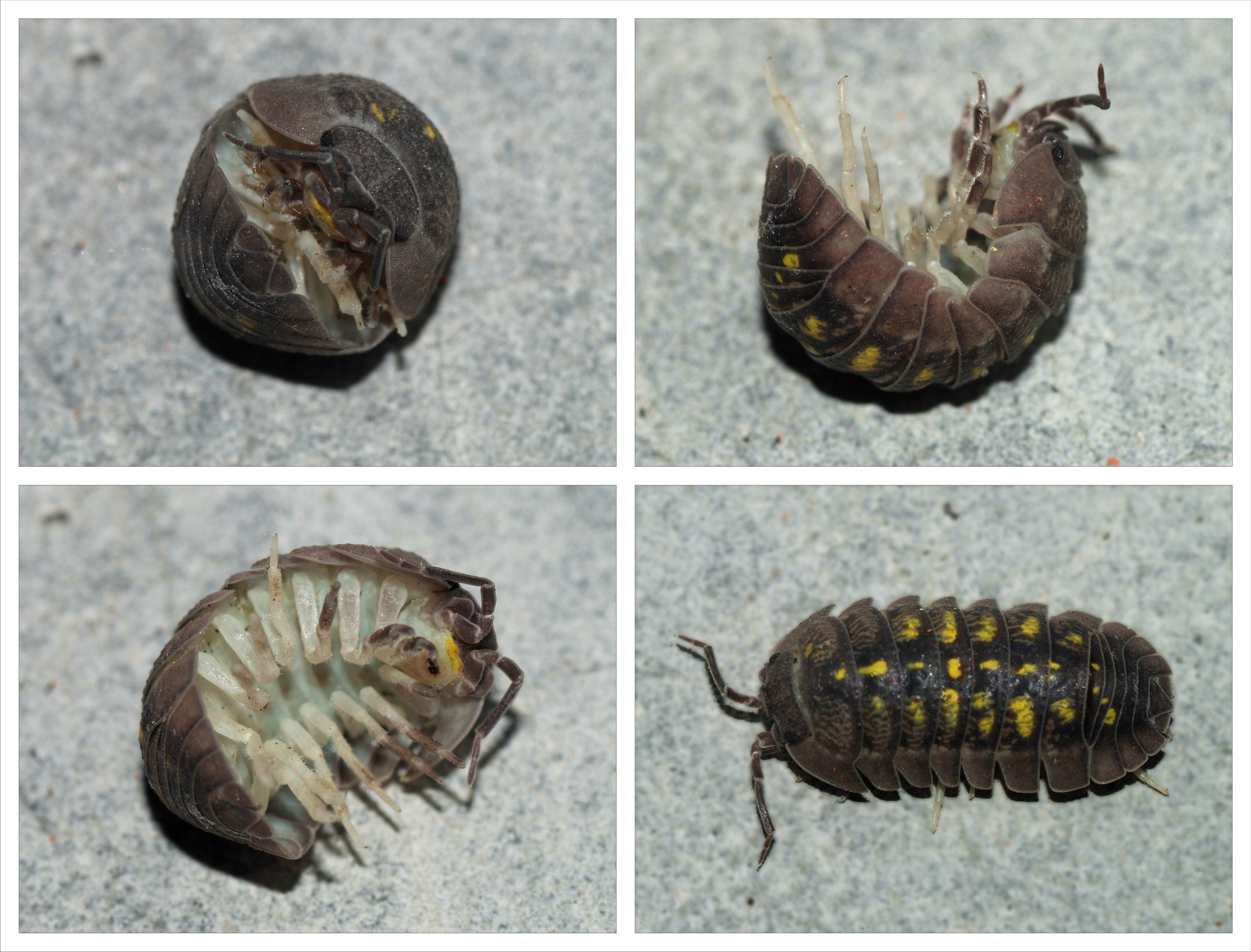
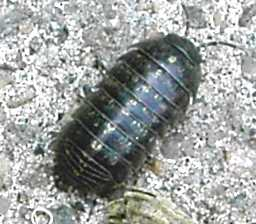